# Landeyrat
Landeyrat é uma comuna francesa na região administrativa de Auvérnia-Ródano-Alpes, no departamento de Cantal. Estende-se por uma área de 21,67 km². Em 2010 a comuna tinha 94 habitantes (densidade: 4,3 hab./km²).